# Pirata (álbum de El Otro Yo)
Pirata es un álbum en vivo lanzado por la banda argentina El Otro Yo en 2005, éste se realizó utilizando grabaciones tomadas por los seguidores en varios recitales.

## Lista de canciones
1. Intro - Licuadora Mutiladora
2. Autodestrucción
3. Calles
4. Mascota Del Sistema
5. La Ola
6. 10.000.000
7. Ola Salvaje
8. Inmaduro
9. Me harte
10. La Música
11. Punk
12. Aun
13. Pecadores
14. Profundidad
15. Popurrí